# Franklin (condado de Vernon, Wisconsin)
Franklin es un pueblo ubicado en el condado de Jackson en el estado estadounidense de Wisconsin. En el Censo de 2010 tenía una población de 448 habitantes y una densidad poblacional de 4,72 personas por km².

## Geografía
Franklin se encuentra ubicado en las coordenadas 44°12′11″N 91°5′35″O / 44.20306, -91.09306. Según la Oficina del Censo de los Estados Unidos, Franklin tiene una superficie total de 94.84 km², de la cual 94.84 km² corresponden a tierra firme y (0%) 0 km² es agua.

## Demografía
Según el censo de 2010, había 448 personas residiendo en Franklin. La densidad de población era de 4,72 hab./km². De los 448 habitantes, Franklin estaba compuesto por el 98.66% blancos, el 0.45% eran afroamericanos, el 0% eran amerindios, el 0.45% eran asiáticos, el 0% eran isleños del Pacífico, el 0% eran de otras razas y el 0.45% pertenecían a dos o más razas. Del total de la población el 0.45% eran hispanos o latinos de cualquier raza.